# Persécution de Dioclétien
La Persécution de Dioclétien ou Grande persécution est la dernière répression du christianisme durant la Tétrarchie, sous le règne de Dioclétien, au début du IVe siècle. Lancée en 303, elle entraîne destructions d’églises, arrestations et exécutions, avec une application variable selon les provinces. Elle s’atténue après l’abdication de Dioclétien en 305 et prend fin avec l'édit de tolérance de Galère en 311, prélude à la légalisation du christianisme en 313.

## Sources
Les principales sources pour la Grande Persécution sont les livres VIII à X de l'Histoire ecclésiastique de l'écrivain et évêque chrétien Eusèbe de Césarée ainsi que son pamphlet intitulé Sur les martyrs de Palestine, et De Mortibus Persecutorum de l'apologiste chrétien Lactance, les deux auteurs étant contemporains des évènements.  

## Contexte
Sous la pression des invasions barbares, l'Empire romain connaît une grave crise tout au long du troisième siècle. Des révoltes et des guerres civiles fragilisent aussi le pouvoir c'est-à-dire la position de l'empereur. Ces troubles favorisent la remise au goût du jour des traditions romaines qui prévalaient dans un contexte de patriotisme romain. Le principe divin du pouvoir est alors considéré comme vital pour l'Empire et toute remise en question de ce principe doit selon les autorités être perçue comme un acte de trahison. Dioclétien commence à se considérer comme un dieu vivant et exige en conséquences différentes actions de vénération à son égard, ses visiteurs étant notamment contraints d'embrasser le bord de sa toge.
En 297, les prémices de la persécution se font sentir quand Dioclétien exige, d'abord des fonctionnaires et des soldats, qu'ils fassent des sacrifices aux dieux. Les Chrétiens et les Juifs refusant de sacrifier , ils sont vus comme menaçant les fondements de l'État. En 299, les soldats baptisés commencent à être exclus de l'armée.
Puis le premier acte de la persécution générale a lieu le 23 février 303 avec la destruction de l'église de Nicomédie,.
Ce fut ainsi par exemple, qu'un homme, non un quidam obscur, mais l'un des personnages les plus illustres [...] enleva et déchira l'affiche placée dans la ville, cet homme manifesta une semblable audace et, jusqu'au dernier soupir, il conserva sa tranquillité et son calme.

## Les mesures
D'après les sources, l'initiative de débuter la persécution est à mettre au crédit de Galère, le membre de la Tétrarchie le plus résolument antichrétien, et qui avait une forte influence sur Dioclétien. De février 303 à février 304, quatre édits en donnent le cadre juridique.
1. Premier édit du 24 février 303[4]:
  - Destruction des édifices de culte chrétiens et des écrits chrétiens.
  - Privation des charges, de dignités et de droits pour les aristocrates chrétiens.
2. Deuxième édit du printemps 303[4]:
  - Arrestation du clergé : on s'aperçoit de l'immense densité des chrétiens surtout en Orient, ce qui, au vue de leur influence, rend l'édit inapplicable.
3. Troisième édit de l'automne 303[4]:
  - Obligation pour les clercs de sacrifier à l'empereur. Ceux qui refusent sont soumis à la torture et d'autres mesures très dures sont prises.
4. Quatrième édit du début 304[4]:
  - Cet édit impose une obligation générale pour tous les chrétiens de sacrifier, sous peine de mort ou de condamnation aux travaux forcés[8]. On assiste à des scènes de torture et à des exécutions.

Il est à noter que les régions dépendant de Constance Chlore n'ont appliqué que le premier des quatre édits, en fait, surtout la privation de charges publiques, ce qui en limite les conséquences de cette persécution puisqu'il s'agit des régions qui concentrent très largement le plus de chrétiens.

## Conséquences
Les conséquences devaient se montrer particulièrement lourdes pour les chrétiens d’Afrique et on peut y lire les origines du schisme donatiste.
C'est pendant cette persécution que Victor de Marseille (saint Victor), militaire romain, officier dans la légion thébaine, subit le martyre à Marseille, le 21 juillet 303 (ou 304 selon les sources) pour avoir refusé d'abjurer sa foi chrétienne, ou que Georges de Lydda, devenu saint Georges, fut décapité, mais ces cas sont rares en regard du nombre de chrétiens.
La fin de la première tétrarchie (305) ouvre une période d'indécision gouvernementale, déjà perceptible puisque Constance Chlore n'a qu'à peine appliqué l'édit en Orient. De nombreux responsables se succèdent, surtout dans la partie occidentale, ce qui entraîne un relâchement de l'autorité de l'État et une diminution des persécutions. Au contraire, dans la partie orientale, relativement peu touchée par ces luttes de pouvoir, il a plus d'exécutions en regard de la passivité précédente, sans qu'elles deviennent systématiques.
Aussi Galère signe-t-il un édit de tolérance le 30 avril 311. Non seulement l’édit de tolérance admet que les divers édits de persécution n’ont eu aucun effet sur la foi des chrétiens qui ont continué à croire en leur dieu au lieu des dieux de leurs ancêtres, mais encore il leur enjoint de prier pour les romains et l'Empire. Le christianisme est dès lors autorisé dans l’Empire romain.

## Victimes
Bien que la persécution est touchée davantage de personnes, les sources chrétiennes ont reconnu seulement quelques centaines de victimes connues par leur nom. Parmi celles-ci :
- Adauque de Phrygie ;
- Béatrice de Rome, sœur de Simplice et de Faustin ;
- Caprais d'Agen ;
- Cyr de Tarse ou Saint Cirq (Kérycos).
- Dorothée de Césarée ;
- Érasme de Formia ;
- Eulalie (Mérida) ;
- Faustin de Rome, frère de Simplice et de Beatrix ;
- Félicien (Marseille) ;
- Ferréol (Vienne) ;
- Foy d'Agen ;
- Gallonius et ses compagnons[9] à T(h)imida Regia, près d'Oudna en Tunisie;
- Genès d'Arles ;
- Georges de Lydda (saint Georges) ;
- Gorgon ;
- Irène de Rome/ Irène de Thessalonique, ses deux sœurs et leurs compagnons ;
- Janvier (Gennaro), évêque de Bénévent ;
- Julien de Brioude ;
- Juliette de Césarée ;
- Lucie de Syracuse ;
- Marcel Ier, pape ;
- Marcellin Ier, pape ;
- Marguerite d'Antioche ;
- Maurice d'Agaune ;
- Maurice d'Apamée et son fils Photin ;
- Maximilien de Theveste ;
- Nabor et son compagnon Félix, martyrisés à Lodi le 12 juin 304 ;
- Procule de Pouzzoles, diacre ;
- Restitute d'Abitène ;
- Macre de Fismes ;
- Sébastien ;
- Simplice de Rome, frère de Faustin et de Beatrix ;
- Sosie de Misène, diacre ;
- Victor de Marseille ;
- Vincent de Saragosse.

## Historiographie
Eusèbe de Césarée, dans son Histoire ecclésiastique, et Lactance nous en rapportent les faits, ainsi que de nombreuses vies de saints, telle sainte Eulalie de Mérida ou Théodosie de Tyr.

### Ouvrages
- (en) Aaltje Hidding, The era of the martyrs : Remembering the great persecution in late antique Egypt, De Gruyter, coll. « Millennium Studies », 2020 (ISBN 978-3-11-068957-0).
- (en) Min-Seok Shin, The Great Persecution : A historical re-examination, Brepols, coll. « Studia Antiqua Australiensia », 2018 (ISBN 978-2-503-57447-9).
- Bernard Rémy, Dioclétien : L'Empire restauré, Armand Colin, coll. « Nouvelles biographies historiques », 2016 (ISBN 978-2-200-61672-4).
- Jean-Marie Lassère, Africa, quasi Roma : 256 av. J.-C. - 791 apr. J.-C., CNRS editions, 2015 (ISBN 978-2-271-07690-8), chap. XX (« L'ouverture du IVe siècle »).
- Marie-Françoise Baslez, Persécutions dans l'Antiquité : Victimes, héros, martyrs, Paris, Arthème Fayard, 2007, 417 p. (ISBN 978-2-213-63212-4).
- (en) Harold A. Drake, Constantine and the Bishops : The Politics of Intolerance, Johns Hopkins University Press, 2000 (ISBN 978-0-8018-7104-7).
- Jean-Marie Mayeur, Charles et Luce Pietri, André Vauchez, Marc Venard (dirs.), Histoire du christianisme, vol. 2 : Naissance d'une chrétienté (250-430), Desclée, 1995 (ISBN 2-7189-0632-4)
- Robin Lane Fox (trad. de l'anglais), Païens et chrétiens : La religion et la vie religieuse dans l'Empire romain, de la mort de Commode au concile de Nicée [« Pagans and Christians »], Presses universitaires du Mirail, coll. « Amphi 7 », 1997 (1re éd. 1986) (ISBN 978-2-85816-332-8).

### Chapitres d'ouvrages et articles
- Bruno Pottier, « Cultes civiques, régionaux et locaux en Afrique du Nord durant la crise donatiste (IVe – VIe siècle) », dans Jean-Pierre Caillet, Sylvain Destephen, Bruno Dumezil et Hervé Hinglebert (éds.), Des dieux civiques aux saints patrons : IVe – VIIe siècle, Paris, 2016 (lire en ligne), p. 139-166.
- (en) Michael Gaddis, « “What Has the Emperor to Do with the Church ?” : Persecution and Martyrdom from Diocletian to Constantine », dans Michael Gaddis, There Is No Crime for Those Who Have Christ, University of California Press, 2019 (ISBN 978-0-520-93090-2), p. 29–67.
- (en) David Woods, « 'Veturius' and the Beginning of the Diocletianic Persecution », Mnemosyne, vol. 54, no 5,‎ 2001, p. 587–591 (ISSN 0026-7074).
- Serge Lancel, « Le proconsul Anullinus et la grande persécution en Afrique en 303-304 ap. J.-C. : nouveaux documents », Comptes rendus des séances de l'Académie des Inscriptions et Belles-Lettres, vol. 143, no 3,‎ 1999, p. 1013–1022 (lire en ligne).
- Noël Duval, « Les martyrs de la persécution de Dioclétien à Haïdra (Tunisie) : Un exemple de développement du culte des martyrs locaux entre le IVe et le VIIe siècle », dans Matthijs Lamberigts et Peter Van Deun (éds.), Martyrium in multidisciplinary perspective : Memorial Louis Reekmans, Peeters, coll. « Bibliotheca Ephemeridum theologicarum Lovaniensium » (no 117), 1995 (ISBN 978-90-6186-665-7), p. 99-124.
- Noël Duval, « Le culte des martyrs de Salone à la lumière des recherches récentes à Manastirine », Comptes rendus des séances de l'Académie des Inscriptions et Belles-Lettres, vol. 134, no 2,‎ 1990, p. 432-453 (lire en ligne).
- Christiane Saulnier, « La persécution des chrétiens et la théologie du pouvoir à Rome (Ier – IVe siècles) », Revue des sciences religieuses, vol. 58, no 4,‎ 1984, p. 251–279 (lire en ligne).
- William Seston, « À propos de la Passio Marcelli centurinis. Remarques sur les origines de la persécution de Dioclétien », Publications de l'École Française de Rome, vol. 43, no 1,‎ 1980, p. 629–636 (lire en ligne).